# Gemeindearzt
Der Gemeindearzt ist in Österreich ein Teil des örtlichen Sanitätsdienstes, für den die Gemeinden zuständig sind. Wie die Gesetzgebung der Gemeinden fallen auch die Gemeindeärzte in die Landeskompetenz, sodass die Organisation in Landesgesetzen geregelt ist und daher von Bundesland zu Bundesland verschieden sein kann. Im Burgenland bestehen auch Kreisärzte, die mehrere Gemeinden betreuen. In Niederösterreich wird die einzelne Gemeinde oder der Gemeindeverband mit einem Arzt als Sanitätsgemeinde bezeichnet. Bei Städten führt er den Amtstitel Stadtarzt.

## Aufgaben
Am Beispiel der Burgenländischen Gemeindeärzte soll eine Übersicht der Aufgaben gegeben werden:
- Totenbeschau
- Medizinische Gutachten in Verwaltungsverfahren der Gemeinden und medizinischer Sachverständiger
- Sanitätspolizeiliche Maßnahmen bei Auftreten übertragbarer Krankheiten
- Mitwirkung bei Erfüllung von Aufgaben, die der Gemeinde im Rahmen der Vorsorgemaßnahmen der zivilen Landesverteidigung zufallen.
- Untersuchung des Gesundheitszustandes und der Dienstfähigkeit vor Einstellung von Gemeindebediensteten
- Sonstige Tätigkeiten, wie Vortragstätigkeit, Schulungstätigkeit, Mitwirkung bei Projekten der Gemeinde
- Schulärztlicher Dienst an Schulstandorten

## Stellung des Arztes innerhalb der Gemeinde
Der Gemeindearzt ist üblicherweise ein Praktischer Arzt mit einer Ordination in der Gemeinde. Er wird für seine Tätigkeit vom Bürgermeister angelobt.
Seit den 2000er Jahren haben die Gemeindeärzte Werkverträge mit der jeweiligen Gemeinde und werden nach deren Leistungen nach einem Katalog entlohnt. Historisch gibt es aber nach wie vor Gemeindeärzte mit einem dem Grunde nach Beamtenvertrag, mit einem niedrigen Aktivbezug und einer Beamtenpension, die von der Gemeinde und vom Bundesland bezahlt werden. Dazu werden oft auch Räumlichkeiten für die Ordination zur Verfügung gestellt oder die Kosten bezuschusst.